# Arkesilas-Schale
Als Arkesilas-Schale wird eine Schale des lakonischen Arkesilas-Malers bezeichnet. Sie zeigt als namensgebendes Element unter anderem den kyrenischen König Arkesilaos II. und wird in die Zeit um 565/60 v. Chr. datiert.

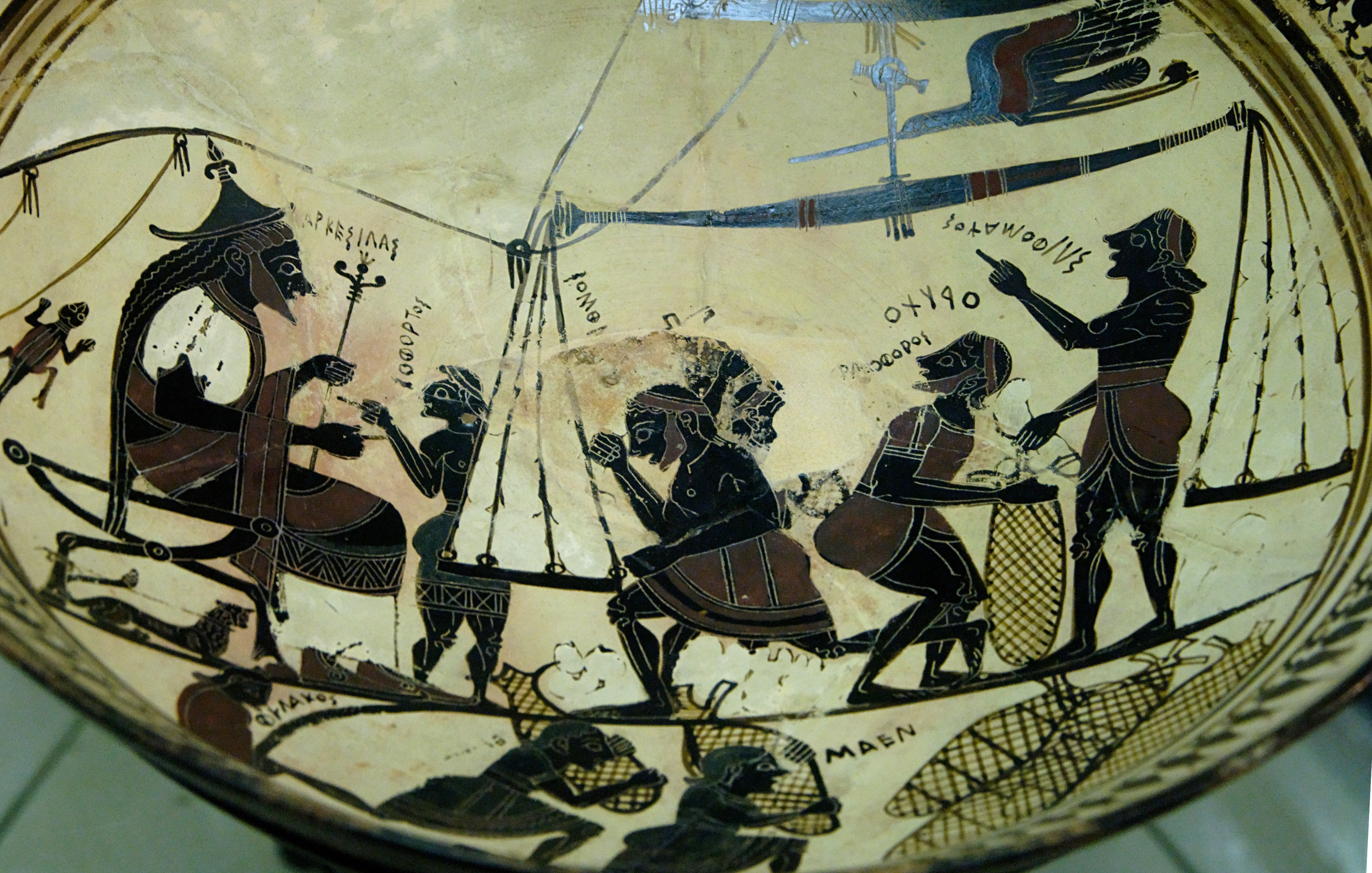
Arkesilas-Schale: Hauptszene

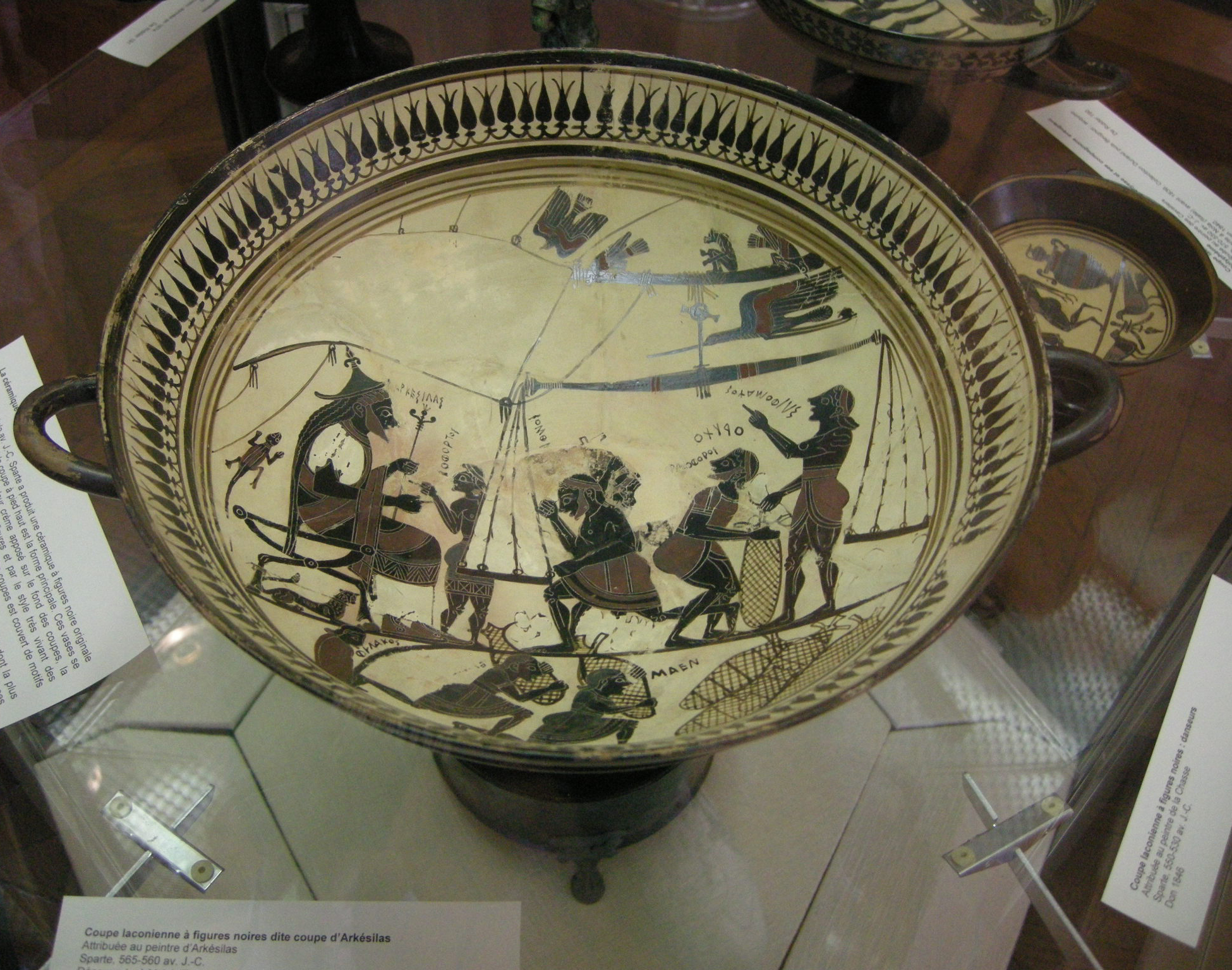
Komplette Schale: Draufsicht

Die Schale wurde in Vulci gefunden, befindet sich heute im Cabinet des Médailles der Bibliothèque nationale de France in Paris und hat die Inventarnummer 189. Arkesilaos sitzt unter einer Zeltplane und trägt einen afrikanischen Hut. Wegen dieser Aufmachung und einer anderen Schale des Arkesilas-Malers, der nach dieser Vase benannt wurde, der die Nymphe Kyrene beim Ringkampf mit einem Löwen zeigt, wurde der Arkesilas-Maler zunächst auch fälschlicherweise in Afrika lokalisiert. Spätere Funde wiesen ihn jedoch als Lakonier aus. Arkesilaos beobachtet sieben Arbeiter, wie sie Waren verpacken, wiegen, stapeln und verladen. Durch Beischriften sind die Funktionen der Arbeiter ebenso wie der Name des Arkesilaos gekennzeichnet. Unklar ist die Deutung dessen, was verladen wird. Manche Forscher glauben, dass es sich um Silphion handelt, für das Arkesilaos das Handelsmonopol hatte. Dafür würde auch die überwachende Haltung sprechen. Für Wolle spricht hingegen die Form der Warenkörbe. Mehrere afrikanische Tiere illustrieren den afrikanischen Handlungsort des Bildes.
Das Bild ist in seiner Art und in seinem Motiv singulär in der antiken Kunst. Zum einen ist die Darstellung solch aktueller Motive in der Vasenmalerei äußerst selten und ungewöhnlich. Auch Bilder des Arkesilaos II. sind selten, ebenso solche Darstellungen aus dem Arbeitsleben. Für die Technikgeschichte ist die Waage von Bedeutung, deren Aufbau und Nutzung gezeigt wird. Historisch gesehen ist ein solches Bild in Lakonien Beleg für die enge Verbundenheit Spartas zu Nordafrika. Die andere Vase mit der Nymphe Kyrene, das andere Beispiel aus der Vasenmalerei mit Bezügen zu Nordafrika, wurde auf Samos, einem weiteren spartanischen Verbündeten, gefunden.